# Harm Vanhoucke
Harm Vanhoucke (Kortrijk, 17 juni 1997) is een Belgisch wielrenner die anno 2025 rijdt voor Q36.5 Pro Cycling Team.

## Carrière
In 2015 werd Vanhoucke onder meer derde in het eindklassement van de Ronde van Opper-Oostenrijk voor junioren en negende in La Philippe Gilbert. Hij werd ook West-Vlaams kampioen tijdrijden voor Aaron Verwilst.
In 2016 reed Vanhoucke voor de opleidingsploeg van Lotto Soudal. Zijn debuut maakte hij in maart in de Grand Prix de Lillers-Souvenir Bruno Comini, waar hij op plek 73 eindigde. In mei nam hij deel aan de Ronde van Savoie. Hier won hij de tweede etappe, met aankomst bergop. Door zijn overwinning nam hij de leiding in het klassement over van Alexis Guérin. Een dag later verloor hij zijn leiderstrui aan Léo Vincent. Na deelnames aan onder meer de Ronde van de Aostavallei, de Ronde van de Elzas en de Ronde van de Toekomst nam hij in oktober deel aan de Piccolo Ronde van Lombardije. In deze belofteneditie van il Lombardia versloeg hij Andrea Vendrame en ploegmaat Bjorg Lambrecht in de sprint met een kleine groep en wist zo de wedstrijd op zijn naam te schrijven.
Hij werd prof in 2019. In zijn eerste profjaar reed hij de Ronde van Spanje. In 2020 behaalde hij een tiende plaats in het eindklassement van de Ruta del Sol.

## Overwinningen
2016
- 2e etappe Ronde van Savoie
- Piccolo Ronde van Lombardije, Beloften

2017
- Eindklassement Ronde van Navarra
- Flèche Ardennaise
- 2e etappe Ronde van de Aostavallei, Beloften

2020
- Bergklassement Ronde van Poitou-Charentes in Nouvelle-Aquitaine

2023
- Bergklassement Ronde van Duitsland
- 3e etappe Ronde van Zuid-Bohemen

## Resultaten in voornaamste wedstrijden
| Jaar | Ronde van Italië | Ronde van Frankrijk | Ronde van Spanje |
| ---- | ---------------- | ------------------- | ---------------- |
| 2019 |                  |                     | 115e             |
| 2020 | 60e              |                     |                  |
| 2021 | 86e              |                     | 115e             |
| 2022 | opgave           |                     |                  |
| 2023 | opgave           |                     |                  |
| 2024 |                  | 130e                |                  |

| Jaar | Luik-Bast.‑Luik | Ronde van Lombardije |
| ---- | --------------- | -------------------- |
| 2019 |                 |                      |
| 2020 |                 |                      |
| 2021 | 68e             | 33e                  |
| 2022 | 75e             | opgave               |
| 2023 |                 |                      |
| 2024 |                 | opgave               |

## Resultaten in kleinere rondes
| Jaar | Tour Down Under | Parijs-Nice | Tirreno-Adriatico | Ronde van Catalonië | Ronde van Turkije | Ronde van het Baskenland | Ronde van Romandië | Critérium du Dauphiné | Ronde van Zwitserland | Eneco Tour | Ronde van Peking |
| ---- | --------------- | ----------- | ----------------- | ------------------- | ----------------- | ------------------------ | ------------------ | --------------------- | --------------------- | ---------- | ---------------- |
| 2019 |                 |             |                   | opgave              | 49e               |                          | 87e                | opgave                |                       |            |                  |
| 2020 |                 |             |                   |                     |                   |                          |                    | 50e                   |                       |            |                  |

## Ploegen
- 2019 –  Lotto Soudal
- 2020 –  Lotto Soudal
- 2021 –  Lotto Soudal
- 2022 −  Lotto Soudal
- 2023 –  Team DSM (tot 14/8)[1]
- 2023 −  Lotto-Dstny (vanaf 15/8)
- 2024 –  Lotto-Dstny
- 2025 –  Q36.5 Pro Cycling Team

Armée · Benoot · Blythe · Campenaerts   · De Buyst · De Gendt · Dewulf · Ewan · Frison · Hagen · Hansen · Iversen · Keukeleire · Kluge · Lambrecht · Maes · Marczyński · Mertz · Monfort · Naesen · Thijssen · Van der Sande · van Goethem · Van Moer · Vanendert · Vanhoucke · Wallays · Wellens · Wouters
Armée · Cras · De Buyst · De Gendt · Degenkolb · Dewulf · Dibben · Ewan · Frison · Gilbert · Goossens · Hagen · Hansen · Holmes · Iversen · Kluge · Maes · Marczyński · Mertz · Oldani · Thijssen · Van der Sande · Van Goethem · Van Moer · Vanhoucke · Vermeersch (vanaf 1 juni) · Wallays · Wellens
Conca · Cras · De Buyst · De Gendt · Degenkolb · Ewan · Frison · Gilbert · Goossens · Grignard · Holmes · Kluge · Kron · Małecki · Marczyński · Moniquet · Oldani · Sweeny · Thijssen · Van der Sande · Van Gils · Van Moer · Vanhoucke · Vermeersch · Verschaeve · Vervloesem · Wellens
Barbero (vanaf 1/5) · Beullens · Campenaerts · Conca · Cras · De Buyst · De Gendt · De Lie · Drizners · Ewan · Frison · Gilbert · Grignard · Holmes · Janse van Rensburg (vanaf 1/5) · Kluge · Kron · Małecki · Moniquet · Schwarzmann · Selig · Sweeny · Van Gils · Van Moer · Vanhoucke · Vermeersch · Verschaeve · Vervloesem · Wellens
Andresen · Bardet · Bevin · Bittner · Brenner · Combaud · Dainese · Degenkolb · Dinham · Edmondson · Eekhoff · Hamilton · Heinschke · Hvideberg · Leknessund · Markl · Mayrhofer · Milesi · Naberman · Onley · Poole · Rodenberg · Stork · Tusveld · van Uden · Vandenabeele · Vanhoucke (tot 14/8) · Vermaerke · Welsford
Adamietz · Beullens · Campenaerts · De Buyst · De Gendt · De Lie · Drizners · Eenkhoorn · Ewan · Frison · Grignard · Guarnieri · Kron · Livyns · Menten · Moniquet · Paasschens · Schwarzmann · Segaert (vanaf 24/2) · Selig · Sepúlveda · Slock · Sweeny · Van de Paar · Van Eetvelt · Van Gils · Van Moer · Vanhoucke (vanaf 15/8) · Vermeersch
Adamietz · Berckmoes · Beullens · Campenaerts · Currie · De Buyst · De Gendt · De Lie · Drizners · Eenkhoorn · Gregaard · Grignard · Guarnieri · Kron · Livyns · Menten · Moniquet · Paasschens · Segaert · Taminiaux · Sepúlveda · Slock · Vandenabeele · Van de Paar · Van Eetvelt · Van Gils · Van Moer · Vanhoucke · Vermeersch